# Mundo de Antes
Mundo de Antes es una revista académica digital sobre ciencias sociales publicada por Instituto de Arqueología y Museo de la Universidad Nacional de Tucumán (Provincia del Tucumán), en convenio con el Instituto Superior de Estudios Sociales del Consejo Nacional de Investigaciones Científicas y Técnicas (Argentina) (ISES-CONICET).

## Misión y objetivos
Esta revista tiene como objetivo publicar y dar difusión a resultados de investigaciones sobre las ciencias sociales, pero en especial, aquellos estudios vinculados con la arqueología, antropología y etnohistoria. El público al que esta orientado es a especialistas, investigadores tanto formados como en formación, de la temática como de otras disciplinas afines.
La revista fue fundada en el año 1998, y tuvo en sus inicios una periodicidad irregular, hasta su número 9 del año 2015 en que salió con regularidad un número anual. Desde el año 2018 tiene una frecuencia semestral, publicándose cada número durante la primera semana de abril y la primera de octubre de cada año.Desde el año 2024 trabaja en la modalidad editorial Publicación Continua, lo cual implica que cada trabajo individual se publica inmediatamente luego de culminar el proceso de evaluación y editorial. La totalidad de los trabajos publicados durante un año conforman dos números anuales. 
En cada número puede haber dos tipos de trabajos. Por un lado, los artículos científicos son resultados de estudios emprendidos por especialistas que envían sus manuscritos para ser evaluados por pares. Por otro lado, también se publican ensayos de opinión, que son solicitado por miembros del Comité Editorial a algún especialista en una  problemática determinada para que se abordado en cada volumen de la revista. Este tipo de trabajos son comentados por otros especialistas, con el fin de dar que queden plasmados distintos enfoques.
Se trata de una revista de de acceso abierto bajo una licencia  Creative Commons (CC BY-NC-SA 2.5), es gratuita y los artículos publicados son revisados por pares. 

## Resumen e indexación
La revista Mundo de Antes se encuentra indizada en las siguientes plataformas de evaluación de revistas: DOAJ (Directory of Open Access Journals), Núcleo Básico de Revistas Científicas Argentinas (CAICYT-CONICET), LATINDEX Catálogo v2.0, MIAR (Matriz de Información para el Análisis de Revistas), Red Iberoamericana de Innovación y Conocimiento Científico (REDIB), CiteFactor. Academic Scientific Journals.